# Dunker
Dunker – rasa psa, należąca do grupy psów gończych i posokowców, zaklasyfikowana do podsekcji psów gończych o średniej wielkości. Podlega próbom pracy.

## Rys historyczny
Rasa powstała w XIX wieku w wyniku krzyżowania przez norweskiego hodowcę, Wilhelma Dunkera, rosyjskiego gończego, arlekina z gończymi o doskonałym węchu.

## Wygląd
Umaszczenie jest najczęściej płowe z charakterystycznym czaprakiem na tułowiu barwy czarnej lub marmurkowej z błękitem. Sierść gęsta i krótka. Głowa wydłużona z umiarkowanym przełomem czołowym. Długie, cienkie, płasko zwisające uszy. Ciemne, spokojne oczy. Mocne nogi, zwarte stopy i mocny, prosty ogon.

## Zachowanie i charakter
Inteligentny, przyjazny i wytrzymały.

## Użytkowość
Wykorzystywana do polowań na króliki, podczas których wykorzystuje głównie węch. Może pracować w zróżnicowanym terenie, nawet przy bardzo niskich temperaturach.